# Amoureux fou (film, 1991)
Pour les articles homonymes, voir Amoureux fou (homonymie).
Pour plus de détails, voir Fiche technique et Distribution.
Amoureux fou est un film québécois réalisé par Robert Ménard sorti en 1991.   

## Fiche technique
- Titre français : Amoureux fou
- Réalisateur : Robert Ménard
- Scénariste : Claire Wojas et Robert Ménard
- Direction artistique : Jean-Baptiste Tard
- Costumes : Renée April
- Décors : Michèle Forest[1]
- Photographe : Pierre Mignot
- Montage : Michel Arcand
- Musique : Marie Bernard
- Producteurs : Claude Bonin, Robert Ménard
- Société de production : Les Productions Vidéofilms Ltée (Québec)
- Format : Couleur - Son Dolby Digital
- Pays d'origine :   Québec
- Langue : français
- Lieux de tournage : Châteauguay,  Montréal,  Nominingue
- Genre : Comédie dramatique
- Durée : 100 minutes
- Année de sortie : 1991 en France

## Distribution
- Rémy Girard : Rémy
- Jean Rochefort : Rudolph
- Nathalie Gascon : Sarah
- Danielle Proulx : Judith
- Jessica Barker : Corinne
- Gilles Renaud : Rick
- Caroline St. Onge : Étudiante
- Jocelyn Bérubé : Préposé au stationnement
- Geneviève L'Allier-Matteau : Zira
- Jean-Louis Millette : Gérant de l'immeuble
- Guy Jodoin : Livreur de fleurs
- Pierre Therrien : Barman
- Claude Desjardins : Serveur
- Michel Beaudry : Policier
- Jean Lafontaine : Infirmier
- Luc Proulx : Médecin
- Marc-André Coallier : Lui-même
- Manuel Aranguiz : Lui-même
- Antonio Goncalves : Serveur
- David Apolinario : Serveur
- Claire Bourbonnais : Technicienne
- Michel Provencher : Infirmier
- Jean-Claude Pagé : Jeune Adonis
- Caroline Sanders : Jeune Secrétaire
- Michel Périard : Policier